# Juan 15
.

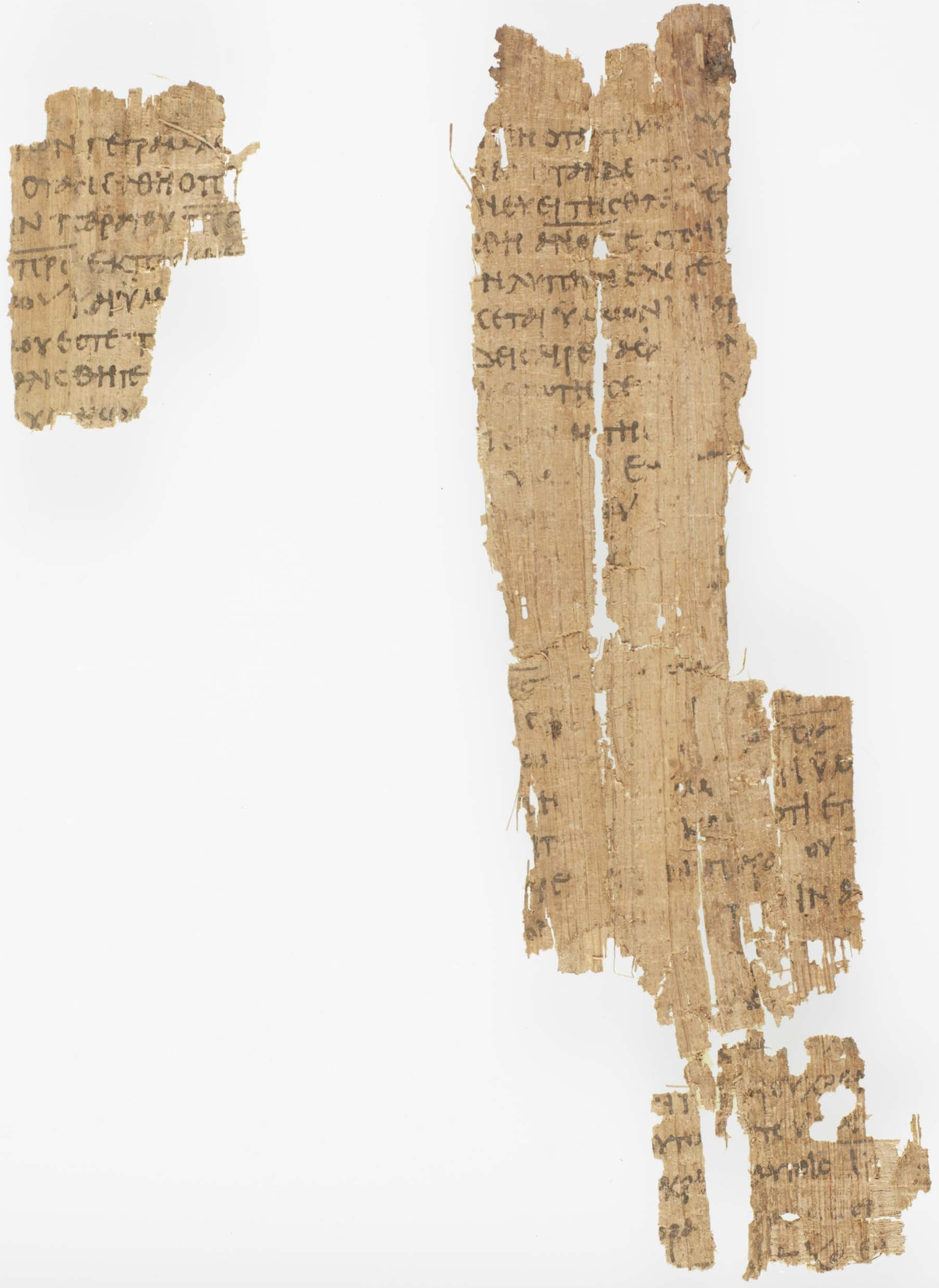
Juan 15:25-16:2 en el lado recto del Papiro 22, escrito alrededor del año 250 d.C.

Juan 15 es el decimoquinto capítulo del Evangelio de Juan de la sección del Nuevo Testamento de la Biblia cristiana. Forma parte de lo que los estudiosos del Nuevo Testamento han denominado el 'Discurso de Despedida' de Jesús. Históricamente ha sido una fuente de enseñanza cristiana y de debate y reflexión cristológica, y sus imágenes (en particular la de Jesús como vid) han influido en el arte y la iconografía cristianos. El capítulo implica una de las cristologías más elevadas y desarrolladas que se encuentran en el Nuevo Testamento. El texto original fue escrito en griego koiné. El libro que contiene este capítulo es anónimo, pero la tradición cristiana primitiva afirmó uniformemente que Juan compuso este Evangelio.

## Texto
El texto original fue escrito en griego koiné. Este capítulo está dividido en 27 Versículos.

### Testigos textuales
Algunos manuscritos antiguos que contienen el texto de este capítulo son:.
- Codex Vaticanus (325-350; completo)
- Codex Sinaiticus (330-360; completo)
- Codex Bezae (~400; completo)
- Codex Alexandrinus (400-440; completo)

## Análisis

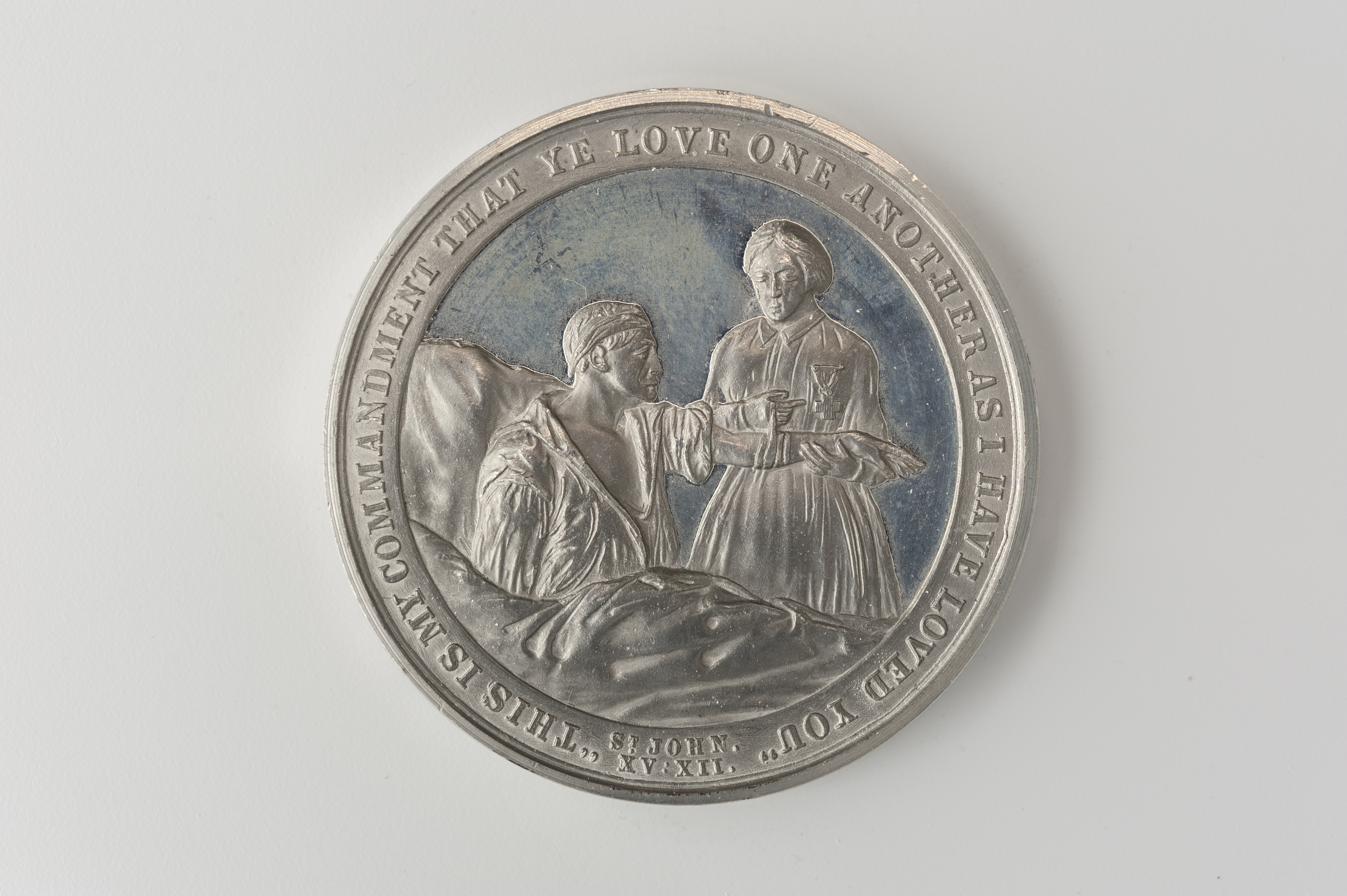
Juan 15:12 citado en una medalla: «Este es mi mandamiento: Que os améis unos a otros, como yo os he amado"

## Versículo 13

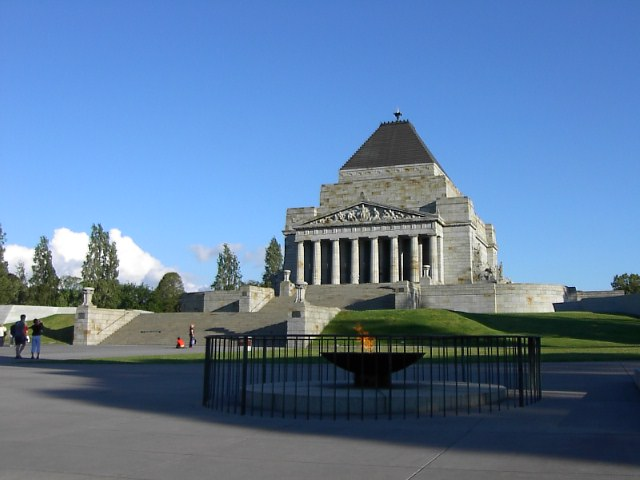
El Shrine of Remembrance en Melbourne, Australia